# Emoia loveridgei
Emoia loveridgei — вид сцинкоподібних ящірок родини сцинкових (Scincidae). Ендемік Новій Гвінеї. Вид названий на честь британського герпетолога Артура Лавріджа.

## Поширення і екологія
Emoia loveridgei фрагментарно поширені в центрарі, на півночі і сході Новій Гвінеї, зокрема на півострові Гуон, в горах Фіністерре та в районі Вау. Вони живуть у первинних і вторинних вологих тропічних лісах, серед опалого листя. Зустрічаються на висоті до 2000 м над рівнем моря. 